# Pope (Misisipi)
Pope es una villa del Condado de Panola, Misisipi, Estados Unidos.

## Demografía

### Censo del año 2000
Según el censo de 2000, había 241 personas, 88 hogares y 69 familias residiendo en la localidad. La densidad de población era de 92,1 hab./km². Había 96 viviendas con una densidad media de 36,7 viviendas/km². El 83,82% de los habitantes eran blancos, el 14,52% afroamericanos y el 1,66% pertenecía a dos o más razas. 
Según el censo, de los 88 hogares en el 40,9% había menores de 18 años, el 56,8% pertenecía a parejas casadas, el 17,0% tenía a una mujer como cabeza de familia y el 20,5% no eran familias. El 17,0% de los hogares estaba compuesto por un único individuo y el 9,1% pertenecía a alguien mayor de 65 años viviendo solo. El tamaño promedio de los hogares era de 2,74 personas y el de las familias de 3,09.
La población estaba distribuida en un 28,6% de habitantes menores de 18 años, un 8,3% entre 18 y 24 años, un 27,8% de 25 a 44, un 18,7% de 45 a 64 y un 16,6% de 65 años o mayores. La media de edad era 36 años. Por cada 100 mujeres había 95,9 hombres. Por cada 100 mujeres de 18 años o más, había 100,0 hombres.
Los ingresos medios por hogar en la localidad eran de 33.125 dólares ($) y los ingresos medios por familia eran 30.000 $. Los hombres tenían unos ingresos medios de 30.893 $ frente a los 18.750 $ para las mujeres. La renta per cápita para la ciudad era de 13.543 $. El 11,6% de la población y el 11,5% de las familias estaban por debajo del umbral de pobreza. El 8,3% de los menores de 18 años y el 22,5% de los habitantes de 65 años o más vivían por debajo del umbral de pobreza.

### Censo del año 2020[4]
Según el último censo, la localidad contaba con 268 habitantes. 192 son blancos, 3 son nativos, 60 son afroamericanos, 3 hispanos o latinos, 1 de otra raza y 12 de dos o más razas.
El ingreso medio familiar era de US$79.205 y contaba con una tasa de empleo del 64,8%. El 11,5% de la población se encontraba por debajo de la línea de pobreza. 
La edad media de la población dio 40,1 años, siendo el 20% de los habitantes mayores a 65 años. En cuanto a la Salud en la localidad, el 22,5% de los habitantes tienen alguna discapacidad y el 8,3% no cuenta con cobertura médica.

## Geografía
Según la Oficina del Censo de los Estados Unidos, la localidad tiene un área total de 2,6 km², todos ellos correspondientes a tierra firme.